# دانا ستون
دانا ستون (بالإنجليزية: Dana Stone)‏ هو مصور وصحفي أمريكي، ولد في 18 أبريل 1939 في بومفريت في الولايات المتحدة، وتوفي في 6 أبريل 1970.